# Castello di Lusuolo
Il castello di Lusuolo è una fortezza di epoca altomedievale situata nell'omonima frazione del comune di Mulazzo in provincia di Massa e Carrara.
 Il complesso è noto per la sua posizione strategica in quanto si erge su una collina che domina un antico guado del fiume Magra e nell'antichità consentì il controllo del fondo valle e della via Francigena.
 Fu proprio per questa ottima posizione che il castello e il relativo borgo fortificato ebbero vita turbolenta fra disordini interni e continui attacchi dalle potenze che si contendevano il potere in Lunigiana.

## Storia
Il castello nel XII secolo apparteneva a Corrado Malaspina l'Antico e verso la metà del Trecento passò al suo pronipote Azzone Malaspina insieme ad altri possedimenti della zona. La mancanza di figli maschi nella famiglia causò il frazionamento del feudo e la perdita d'importanza dell'imponente rocca rendendola così un facile bersaglio per i nemici.
Il Quattrocento fu un secolo particolarmente violento caratterizzato dalle bramosie di potere degli stati di Firenze, Genova e Milano.

Il castello, scampato agli attacchi di Genova di inizio secolo, grazie alla protezione dei toscani, nulla poté durante l'invasione genovese della Lunigiana del 1449 e fu distrutto in seguito ad un lungo assedio dalla famiglia ligure di Campofregoso e divenuto bottino del condottiero Galeotto di Campofregoso.
Nel 1467 con l'aiuto del marchese di Fosdinovo e del duca di Milano Galeazzo Maria Sforza i Malaspina ripresero il loro danneggiato e impoverito castello. Questo non ebbe più tregua fra lotte interne e continue dispute familiari per divisioni e diritti e soprattutto pressanti intromissioni di Milano e di Firenze.
Nella seconda metà del XVI secolo Ercole Malaspina in seguito a ripetute sommosse dei sudditi si mise sotto la protezione del Granduca di Toscana Francesco I de' Medici e nel 1575 gli donò l'intera signoria. Annesso definitivamente alla stato di Firenze il castello venne ricostruito e ampliato e nei primi anni del Seicento venne trasformato in una fortezza adatta a resistere alle artiglierie. Già a fine secolo iniziò un graduale smantellamento dovuto all'annessione di Pontremoli al Granducato di Toscana e quindi alla perdita dell'importanza strategica di Lusuolo per i fiorentini.
Oggi la struttura è stata restaurata e ospita il Museo dell'Emigrazione della gente di Toscana.

## Descrizione
Il castello e il suo borgo fortificato sono facilmente visibili percorrendo l'autostrada della Cisa A15 nel tratto fra le uscite di Aulla e Pontremoli.
L'assenza di documentazioni scritte e i frequenti rifacimenti della struttura rendono difficile una definizione storica delle fasi costruttive e imprecisa la destinazione d'uso dei siti all'interno della cortina muraria. Le strutture murarie più antiche sono individuabili nel prospetto nord, in corrispondenza di una torre inglobata nella muratura. Il borgo è dotato di imponenti mura con forma triangolare e di una porta meridionale che è l'ingresso principale. L'interno è caratterizzato da un grande cortile trapezoidale con un pozzo centrale. La zona nord del cortile presenta una struttura con interni spaziosi e grandi camini ed ampie volte. Questa è ipotizzabile che in passato potesse essere la residenza del marchese mentre il lato sud del cortile, parzialmente crollato, sembrerebbe una caserma.